# جون كوين (سياسي)
جون كوين (بالإنجليزية: John Queen)‏ هو سياسي بريطاني وكندي (وحمل سابقاً جنسية المملكة المتحدة لبريطانيا العظمى وأيرلندا)، ولد في 11 فبراير 1882 في أناركشاير في المملكة المتحدة، وتوفي في 15 يوليو 1946 في وينيبيغ في كندا. حزبياً، نشط في Social Democratic Party of Canada ‏ وIndependent Labour Party (Manitoba, 1920) ‏.